# Johann Joseph Peyritsch
Johann Joseph Peyritsch (20 de octubre de 1835 - 14 de marzo de 1889) fue un médico y botánico, nativo de Völkermarkt.
En 1864 defiende su doctorado de Medicina, de la Universidad de Viena, y de 1878 a 1889 será profesor de Botánica en la Universidad de Innsbruck. Fue editor de la célebre monografía de Heinrich Wilhelm Schott sobre Araceae, Aroideae Maximilianae, y con T. Kotschy (1813-1866) fue coautor de Plantae Tinneanae, texto que describe la flora recolectada en la expedición a Sudán de Tinné.

## Honores

### Eponimia
En su honor se nombra al género Peyritschia E.Fourn. ex Benth. & Hook.f. 1883 de la familia de las poáceas.
- La abreviatura «Peyr.» se emplea para indicar a Johann Joseph Peyritsch como autoridad en la descripción y clasificación científica de los vegetales.[1]